# Elezioni generali nell'Impero ottomano del 1914
Le elezioni generali nell'Impero ottomano del 1914 si tennero nel mese di aprile. Il Comitato di Unione e Progresso (CUP) fu l'unico partito a partecipare alle elezioni, e la Camera dei deputati neoeletta si riunì per la prima volta a maggio.

## Contesto storico
In seguito ai fallimenti militari ottomani nella prima guerra balcanica, il Gran Visir Kâmil Pasha fu rovesciato da un colpo di stato guidato dal CUP nel gennaio 1913. Kâmil Pasha era ostile al CUP ed era determinato a usare la sua nomina per distruggere il partito.
Dopo il colpo di stato il CUP fu in grado di portare il governo sotto il suo controllo. Dopo l'assassinio del nuovo Gran Visir Mahmud Shevket Pasha a giugno, il CUP fu in grado di schiacciare il suo rivale politico, l'Unione Liberale, i cui sostenitori erano stati coinvolti nell'assassinio. L'Unione risultò anche indebolita quando l'Impero perse territori nei Balcani, dove si trovavano molti dei suoi sostenitori cristiani. Il CUP tentò di ottenere il sostegno nelle province arabe compiendo gesti di conciliazione con i capi arabi, i quali indebolirono anche il sostegno arabo all'Unione e permisero al CUP di indire le elezioni con gli unionisti che avevano il sopravvento.

## Svolgimento
I brogli elettorali e la coercizione portarono alle proteste in diverse parti dell'Impero. Ad Hama 27 dei 48 elettori secondari firmarono una petizione riguardante le elezioni a Homs. Quando Hama dovette votare, i due terzi degli elettori si rifiutarono di presentarsi al seggio elettorale per protestare contro lo svolgimento delle elezioni di Homs. A causa di irregolarità boicottaggi simili si verificarono ad Acri, a Safed e a Tiberiade.

## Legislatura
L'assemblea, che iniziò i suoi lavori il 14 maggio 1914, divenne il parlamento più longevo della monarchia costituzionale, operando per cinque anni legislativi. Il motivo della proroga dell'anno legislativo fu a causa della prima guerra mondiale che non si era ancora conclusa. Oltre alla prima guerra mondiale, furono soprattutto le leggi temporanee e quelle di bilancio le ragioni principali dei lavori parlamentari.